# Borja Ekiza Imaz
Borja Ekiza Imaz (nascut el 6 de maig de 1988 a Pamplona, Navarra) és un exfutbolista professional basc que jugava com a central. L'any 2011 fou seleccionat a l'equip revelació per la UEFA. i inclòs en l'onze revelació del Marca.
Ekiza va arribar al planter de l'Athletic Club amb 14 anys. Va jugar els seus primers dos anys de sènior amb el CD Baskonia, el tercer equip del club. Posteriorment, Ekiza va jugar amb el filial a la Segona Divisió B, sent usat escassament durant dues temporades. El 8 de gener de 2011, després d'una sèrie de lesions en defensa al primer equip va ser convocat. Va fer el seu debut a Primera amb un empat 1–1 a fora contra el Màlaga CF, jugant els 90 minuts; va acabar la seva primera temporada al primer equip consolidant-se a l'onze inicial, superant la competència dels veterans Fernando Amorebieta, Aitor Ocio i Ustaritz, i només sent amonestat un cop en tota la temporada. Amb el seu equip disputà les finals de la Lliga Europa de la UEFA 2011-2012 i la Copa del Rei de futbol 2011-12.